# Монне, Алексис
Алексис Монне (фр. Alexis Monney ; род. 8 января 2000) — швейцарский горнолыжник, двукратный призёр чемпионата мира 2025 года, победитель этапа Кубка мира. Специализируется в скоростных дисциплинах.

## Карьера
Отец Алексиса — Луи Монне, также занимался горнолыжным спортом, но его родители не имели финансовой возможности поддержать его спортивное развитие и он прошёл обучение на лыжного инструктора и стал наставником, более 20 лет руководил лыжным бизнесом компании Steckli в Шатель-Сен-Дени. С шестнадцати лет Алексис начал участвовать в гонках FIS. Постепенно начал специализироваться на быстрых дисциплинах, и с декабря 2019 года принимал участие в Кубке Европы. Выиграл золотую медаль в скоростном спуске на чемпионате мира среди юниоров 2020 года в Нарвике, после чего был включен в состав сборной Швейцарии.
18 декабря 2021 года Монне дебютировал на этапе Кубка мира, заняв 35-е место на скоростном спуске в Валь-Гардена. Два месяца спустя впервые участвовал в скоростном спуске в Китцбюэле, но там сошел с дистанции. Первые очки в Кубке мира набрал 4 марта 2022 года, заняв 26-е место в скоростном спуске в Норвегии.
28 декабря 2024 года Алексис выиграл свою первую гонку Кубка мира на скоростном спуске в Бормио. Днём позже снова поднялся на подиум, заняв третье место в супергиганте.
В 2025 году на чемпионате мира, который состоялся в австрийском Зальбахе, в скоростном спуске завоевал бронзовую медаль. В командной комбинации, 12 февраля, завоевал серебряную медаль чемпионата.  

### Чемпионаты мира
| Чемпионат мира | Скоростной спуск | Супергигант | Гигантский слалом | Слалом | Командная комбинация | Команды |
| -------------- | ---------------- | ----------- | ----------------- | ------ | -------------------- | ------- |
| 2025 Зальбах   | 3                | DNF         | —                 | —      | 2                    | —       |

#### Победы на этапах Кубка мира (1)
| № | Сезон   | Дата        | Место  | Дисциплина  |
| - | ------- | ----------- | ------ | ----------- |
| 1 | 2024/25 | 28 дек 2024 | Бормио | Супергигант |